# پروسرپیو
پروسرپیو (به ایتالیایی: Proserpio) یک کومونه در ایتالیا است که در استان کومو واقع شده‌است.

## خصوصیات
پروسرپیو ۲٫۴ کیلومترمربع مساحت و ۹۴۲ نفر جمعیت دارد و ۴۵۰ متر بالاتر از سطح دریا واقع شده‌است.